# Decidualización

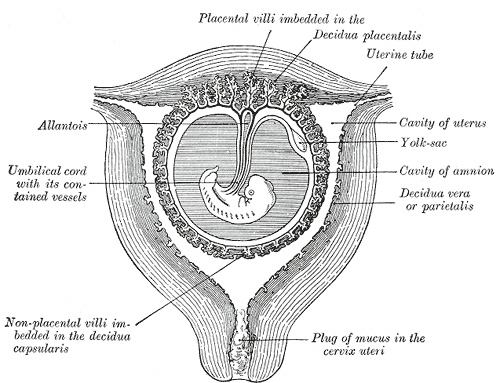
Implantación y preparación endometrial

La decidualización o reacción decidual es un proceso por el cual las células estromales del endometrio sufren una transformación morfológica y funcional necesaria para el control del proceso de la invasión embrionaria y la formación de la placenta y por lo tanto para el establecimiento del embarazo.

## Función
Las nuevas células estromales van a liberar una serie de factores para preparar el ambiente y que la invasión del embrión en el útero sea correcta. Entre estos factores destacamos factores que actúan sobre el sistema inmune para que no detecte al embrión como un cuerpo extraño y lo ataque, factores para la formación de vasos sanguíneos que proveerán al embrión de las sustancias necesarias para su desarrollo y factores para la remodelación de la matriz extracelular. Esto ocurre en cada ciclo menstrual y si el embarazo progresa, todos estos cambios darán lugar a un nuevo tejido conocido como decidua.
Estos cambios en el endometrio ocurren por la acción de la progesterona sintetizada en el cuerpo lúteo durante la ovulación.

## Nuevos descubrimientos
Recientemente, se han descubierto una serie de nuevas proteínas que son ligandos del receptor de progesterona PGRMC1, lo cual podría indicar que este receptor tiene un papel importante en el proceso de decidualización. Se ha observado que PGRMC1 agrega principalmente con proteínas relacionadas con la biosíntesis, transporte intracelular, y actividad mitocondrial.